# Free cinema
Free Cinema es un movimiento cinematográfico británico que nace en febrero de 1956, a partir del “Manifiesto de los Jóvenes Airados” (Angry Young Men) y se prolonga a lo largo de toda la década de 1960. Conocido también como kitchen sink realism se caracteriza por usar una estética realista en el cine de ficción y en el cine documental, ocupándose de retratar historias inspiradas en lo cotidiano y comprometida con la realidad social de aquel entonces, siendo una reacción a la artificialidad narrativa de Hollywood y al cine británico clásico, demasiado dependiente del sistema de estudios, similar al de la industria norteamericana. 
Aunque en ocasiones se ha denominado a este movimiento como la "Nouvelle vague inglesa", cabe decir que esto no es totalmente correcto, pues en su nacimiento fue anterior a esta y posteriormente da lugar a la corriente del cine social inglés, o realismo social británico, cuyo máximo representante es todavía Ken Loach.

## Historia
La industria del cine inglés va a ser la primera en sufrir las consecuencias de la arrolladora expansión de la televisión en Europa. En 1947 el país contaba con tan sólo 16.000 receptores, la cifra de sus espectadores en los cines era de 1462 millones; diez años más tarde, en 1957, el número de televisores había crecido a 7.100.000 y el de espectadores en las salas de exhibición había descendido a 915 millones. Ante este calamitoso retroceso y en la imposibilidad de competir con los colosos americanos, el cine inglés busca nuevas soluciones y una de ellas será la de actualizar el cine de terror, aderezado esta vez con el empleo del color, que va a permitir crear efectismos cromáticos tenebrosos o potenciar el dramatismo del rojo de la sangre, donde va a sobresalir la figura de Christopher Lee como un vampiro “sexy” y de aspecto gótico. Mientras los “horror films” consiguen que haya largas colas en las entradas de las salas de cine, un grupo de jóvenes pasa a la acción creando el movimiento independiente Free Cinema.
Otro antecedente de la New Wave en lo industrial y lo artístico son la Comedias Ealing (Ealing comedies) de los estudios Ealing, aunque su orientación era el entretenimiento y su estética era la de la comedia anterior. 
Casi paralelamente a la Nouvelle Vague, se desencadenan una serie de acontecimientos en Gran Bretaña. La revista Sight and Sound publica en 1955 un artículo de Penélope Houston, que se titula “El país sin descubrir”, donde va a denunciar que el cine británico no refleja en ese momento histórico la escena contemporánea. Este objetivo lo van a pretender alcanzar tres directores con su “free cinema”, cine libre, fuera de toda coacción formal, moral o política y gracias al apoyo del Instituto Británico del Cine.

## Características
El Free Cinema busca, siguiendo la línea del cine documental y del neorrealista italiano, acercarse a los seres anónimos de la sociedad, mediante un tipo de cine rodado con pequeños equipos y al margen de los estudios, con un coste inferior al de un simple noticiario y empleando la música de jazz para sus bandas sonoras.
Los primeros títulos del nuevo cine serán Together, de Lorenza Mazetti, triste historia sobre una pareja de sordomudos; O Dreamland, de Lindsay Anderson, estudio sobre los visitantes de un parque de atracciones y Momma don´t allow, de Karel Reisz y Tony Richardson, crónica de una velada en un club de jazz por parte de un grupo de jóvenes. Estas tres películas se presentan conjuntamente en el Instituto Británico del Cine en febrero de 1956, dándose lectura en el acto al “Manifiesto de los Jóvenes Airados”, (Angry Young Men), que es un grupo de jóvenes procedentes del teatro, capitaneados por John Osborne, que va a fundar Woodfall Film, la productora que intente conceder una independencia al movimiento.
Estas películas resumirán ya el punto de vista de los nuevos realizadores, que se va a dar a conocer en la revista Sequence. Destaca en sus obras un inconformismo social, una crítica dirigida a la burguesía y a la sociedad, con un fondo de amargura e ironía. Poseen asimismo un reflejo de la tristeza de la vida urbana absolutamente mecanizada, denuncian el aislamiento del ser humano, a pesar de los avances sociales, muestran un compromiso social valiente con un enfoque humano, y demandan un cine auténticamente independiente, todo ello contado de manera realista.
En el plano formal, su cine evolucionará desde el respeto absoluto al hecho contado, no hay que olvidar que se forman con el documental, hasta el cine de ficción con el empleo de efectos expresivos muy libres.

## Películas más representativas
Las películas más representativas del nuevo cine británico son estas:
- Un lugar en la cumbre, 1958, de Jack Clayton, narra la historia de un arribista capaz de cualquier cosa con tal de ascender peldaños en la sociedad.
- Sábado noche, domingo mañana, 1960, de Karel Reisz, narra la vacía vida de un obrero, cuya única aspiración es divertirse los fines de semana.
- Un sabor a miel, 1961, de Tony Richardson, ácida historia de una adolescente embarazada por un negro que vive con un homosexual.
- La soledad del corredor de fondo, 1962, de Tony Richardson, acerca de un joven de clase obrera que afronta la contradicción de una "privilegiada" vida dentro del reformatorio.
- El ingenuo salvaje, 1963, de Lindsay Anderson, que narra la vida un minero, que juega al rugby, y se siente frustrado en la sociedad de consumo.
- If...., 1969, de Lindsay Anderson, es la historia de un grupo de alumnos de un internado, liderados por Mick Travis, que se rebelan contra el profesorado y la dirección, de una disciplina extrema que refleja la realidad tanto de los internados británicos como de la sociedad inglesa de la época.

Un caso singular es el del cineasta estadounidense Joseph Losey, que a causa de la persecución a la que es sometido por el Comité de Actividades Antiestadounidenses del senador Joseph McCarthy traslada su residencia a Gran Bretaña, donde realiza un gran número de películas siguiendo los presupuestos de esta corriente artística, razón por la que es considerado un miembro más de dicho movimiento. Sus películas más destacadas de este período son: Eva, de 1962, El sirviente, de 1963 o El mensajero (The Go-Between), de 1971.
Otro cineasta estadounidense, Richard Lester, vendrá a suponer una excepción a la sombría visión de la sociedad británica que presentan los autores antes citados. Procedente de la televisión americana, introduce humor y desenfado para criticar las instituciones y las costumbres británicas, como en Qué noche la de aquel día, que protagonizan los Beatles, o El knack... y cómo lograrlo (The Knack ... and How to Get It, 1965). En Qué noche... libera la puesta en escena y la continuidad narrativa es sustituida por una serie de momentos expresivos, lo que da a la película un tono desenfadado y muestra una cierta espontaneidad en el montaje, que más tarde se verá reflejada en otras producciones cinematográficas ligadas a grupos de rock y de pop, no solo de Gran Bretaña sino también de otros países, como Francia o España. 
Otro caso similar es el del cineasta italiano Michelangelo Antonioni, con la película Blow-Up,  coproducción italo-británica del año 1966, que responde completamente a las características de este movimiento. Cuenta con la participación de grandes actores británicos del momento, como Vanessa Redgrave o David Hemmings, además de la aparición de la joven modelo Jane Birkin, y está basada en un relato corto de Julio Cortázar.
Otro director que muestra un influjo inmediato del free cinema (que conoció durante su estancia en Europa) es Robert Rossen, que en sus últimas películas norteamericanas (como The Hustler o Lilith') utilizó un tratamiento realista y social semejante y se centra en los perdedores. 
Algunos de los componentes del free cinema terminarán siendo absorbidos por el atractivo de Hollywood, realizando en Estados Unidos diversas películas de ficción de carácter comercial.